# Franz Federschmidt
Franz Henry Federschmidt (Filadèlfia, Pennsilvània, 21 de febrer de 1894 - Filadèlfia, 14 d'abril de 1956) va ser un remer estatunidenc que va competir a començaments del segle xx. Era germà del també remer Erich Federschmidt.
El 1920 va prendre part en els Jocs Olímpics d'Anvers, on guanyà la medalla de plata en la competició del quatre amb timoner del programa de rem, formant equip amb Kenneth Myers, Carl Klose, Erich Federschmidt i Sherman Clark.